# Наумов, Алексей Михайлович
Алексе́й Миха́йлович Нау́мов (1863 — после 1917) — русский судебный и общественный деятель, член IV Государственной думы от Самарской губернии.

## Биография
Родился 5 апреля 1863г. (Запись о рождении № 24 от 5.04.1863 г. фонд 31,опись 1, дело № 378 ГАСО) в селе Головкино Ставропольского уезда Самарской Губернии. Православный. Из потомственных дворян и княжеского рода — Наумовых. Землевладелец-помещик Ставропольского уезда (500 десятин при селе Головкине), домовладелец города Симбирска, с 1907 по 1917 гг. ему принадлежал Дом барона Х. Г. Штемпеля.
Окончил 1-ю Казанскую гимназию и юридический факультет Казанского университета (1887).
По окончании университета состоял кандидатом на судебные должности при прокуроре Казанской судебной палаты. В 1891 году был назначен судебным следователем в Казанской губернии, а в 1898 — товарищем прокурора Вятского окружного суда.
В 1901 году вышел в отставку и поселился в своем имении Самарской губернии, где посвятил себя сельскому хозяйству и общественной деятельности. Избирался почетным мировым судьей, гласным Ставропольского уездного и Самарского губернского земских собраний (1901—1917) и членом землеустроительной комиссии. На два трехлетия избирался Ставропольским уездным предводителем дворянства (1905—1909), отказавшись от должности по болезни. Дослужился до чина надворного советника.
В 1912 году был избран в члены Государственной думы от Самарской губернии съездом землевладельцев. Входил во фракцию русских националистов и умеренно-правых (ФНУП), после её раскола в августе 1915 — в группу сторонников П. Н. Балашова. Состоял членом комиссий: об охоте, по рыболовству, по судебным реформам, по Наказу, по запросам, по переселенческому делу и о путях сообщения.
Судьба после 1917 года неизвестна.

## Семья
Отец — помещик, губернский секретарь, губернский предводитель дворянства Ставропольского уезда Самарской губернии Михаил Михайлович Наумов (13.08.1800—19.02.1880) похоронен в г. Симбирске (Ульяновске), мать — Екатерина Павловна Наумова, дочь Павла Алексеевича Наумова помещика ротмистра (сына ротмистра Алексея Михайловича Наумова) — близкородственный брак. Брак 12.11.1856 г. в селе Головкино (Запись № 32 фонд 31 опись 1  дело № 324 ГАСО)
Сестра Марья Михайловна Наумова — 10.03.1859 г.р.(Запись №18 фонд 31 опись 1  дело № 357  ГАСО)
Брат Николай Михайлович Наумов — 10.11.1864 г.р.— 1923 г. (похоронен в г. Симбирске (Ульяновске)) поручик (Запись № 41 фонд 31 опись 1 дело № 382 (продолжение лист 70) ГАСО).
К 1912 году был вдовцом, имел дочь и двух сыновей:
- Наталья Алексеевна (1889— ?), с 1906 по 1908 годы была замужем за Алексем Генриховичем Шапроном дю Ларре. Затем разводится с ним, оставляет ему новорождённую дочь Марию (1908—2000) и уходит к любимому, к его брату Владимиру Генриховичу. Воспитают семерых детей, пятеро из которых — Николай (1910), Владимир (1911), Наталья (1912), Вера (1914) и Ольга (1918) родятся в Симбирске, и ещё двое — Надежда (1922) и Иван (1924) — в эмиграции в Швейцарии[2].

- Михаил  Алексеевич(1893—1937), участник Первой мировой войны, служил в РККА. Имел высшее образование. Жил в Ленинграде, служил бухгалтером в Жилстрое, Торгсине и Ленпищеторге. В марте 1935 года был выслан из Ленинграда в Куйбышев на 5 лет как «социально опасный элемент»[3]. По ходатайству Помполита высылка была отменена[4]. Поселился в Петергофе, где устроился старшим бухгалтером Биологического института. В декабре 1937 был вновь арестован, обвинен по статьям 17-58-8, 58-10 УК РСФСР, приговорен к ВМН и 28 декабря 1937 расстрелян[5].
- Петр Алексеевич( ? — 1978 )  умер в г. Самарканд Узбекистан, жена Стрельцова Лидия Николаевна (30.10.1924 — 4.02.2004), похоронена там же.Имели трёх сыновей — Владимира (29.04.1948-4.08.1987). Анатолия(15.09.1951—2004), Юрия (13.06.1955—19.04.2010) и дочь Валентину (11.10.1952 г.р.) проживающую в г. Новомосковск Днепровская обл. Украина.